# NC-82
 (septembre 2018).
Si vous disposez d'ouvrages ou d'articles de référence ou si vous connaissez des sites web de qualité traitant du thème abordé ici, merci de compléter l'article en donnant les références utiles à sa vérifiabilité et en les liant à la section « Notes et références ».

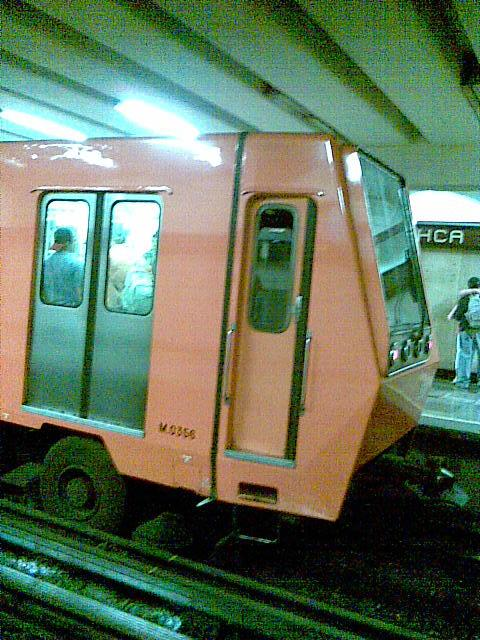
Une rame NC-82 circulant sur la ligne 9 du métro de Mexico.

Le NC-82 (Neumático Canadiense 1982) est un matériel roulant sur pneumatiques utilisé dans le métro de Mexico sur la ligne 2 avec les MP-68 et les MP-82, puis est muté sur la ligne 5 quand la livraison des nouveaux NM-02 fut achevée, en 2006. Ils furent de nouveau mutés sur la ligne 9 en 2008.
La conception des NC-82 (à ne pas confondre avec MP-82) est assez similaire à celle des NM-79 de Concarril, mais avec un design intérieur différent (blanc avec les sièges verts). A la fermeture des portes, certaines rames produisent un son différent des autres rames. Vingt rames furent construites et livrées.
En 1995, dans la station Ermita de la ligne 2 un NC-82 percute un NM-83 arrêté en gare à cause de la pluie. Les deux rames, qui n'ont pas été trop endommagées, ont pu être restaurées et remises en service.